# Gunji Koizumi
Gunji Koizumi (jap. 小泉 軍治, Koizumi Gunji; * 8. Juli 1885 in Inashiki; † 15. April 1965 in London), unter Sportkollegen auch kurz G.K. genannt, war ein japanischer Judo-Lehrer (Sensei). Er verbrachte den größten Teil seines Lebens in London und wird als Stammvater (Grandpa) des Judosports in Großbritannien bezeichnet. Er gründete die Europäische Judo-Union und war Mitbegründer der British Judo Association (BJA). Koizumi war Träger des vom Kōdōkan verliehenen 8. Dan im Judo.

## Kindheit und Jugend
Koizumi kam 1885 im Dorf Komatsuka Oaza, etwa 30 km nördlich von Tokio, zur Welt, das heute Teil der Stadt Inashiki in der Präfektur Ibaraki ist. Seine Eltern waren der Landpächter und Bauer Shukichi Koizumi und dessen Frau Katsu. Koizumi hatte einen älteren Bruder, Chiyokichi, und eine jüngere Schwester, Iku. Als Koizumi zwölf Jahre alt war, begann er in der Schule Kendō zu trainieren, die Schwertkunst der Samurai. Von einem Nachbarn, der nach längerem Aufenthalt in den Vereinigten Staaten nach Japan zurückgekehrt war, lernte er Englisch. Im Juli 1900, kurz vor seinem 15. Geburtstag, verließ er das Elternhaus, um sein Glück in Tokio zu suchen. Dort begann er eine Berufsausbildung im staatlichen Telegraphenamt und trainierte ab 1901 Jiu Jitsu nach Art des Tenjin Shinyō-ryū bei Tago Nobushige. Nach Abschluss seiner Ausbildung blieb er zuerst als Telegrafist in Tokio und arbeitete danach bei der Eisenbahn in Korea. Sein Training in den Kampfkünsten setzte er 1904 bei Yamada Nobukatsu fort, einem früheren Samurai. 1904 entschied sich Koizumi, Elektrotechnik in den USA zu studieren. Er reiste in westlicher Richtung und verdiente sich das Reisegeld nacheinander in Shanghai, Hongkong, Singapur und Indien. Während seines Aufenthalts in Singapur 1905 trainierte er bei Tsunejiro Akishima.

## Leben in Großbritannien
Am 4. Mai 1906 kam Koizumi an Bord des Dampfschiffs SS Romsford im waliischen Hafen Mostyn an. Von dort reiste er weiter nach Liverpool, wo er kurzzeitig eine Stelle als Jiu-Jitsu-Lehrer an der Kara Ashikaga School of Ju-Jutsu annahm, zog aber bald weiter nach London, um mit dem Lehrmeister des früheren Bartitsu-Clubs, Sadakazu Uyenishi, zusammenzuarbeiten, der am Piccadilly Circus eine Jiu-Jitsu-Schule betrieb. 1907 begann Koizumi auch am Londoner Polytechnikum und bei der Royal Navy für die Royal Naval Volunteer Reserve als Jiu-Jitsu-Lehrer zu arbeiten. Nach wenigen Monaten in London reiste Koizumi per Schiff nach New York, wo er im Mai 1907 eintraf. Er nahm eine Arbeit bei der Newark Public-Eisenbahngesellschaft an, konnte sich aber nicht mit der amerikanischen Lebensweise anfreunden und kehrte drei Jahre später nach England zurück. In der Londoner Vauxhall Road versuchte er ein Geschäft für elektrische Beleuchtungen aufzubauen, scheiterte aber wegen zu geringen Eigenkapitals.

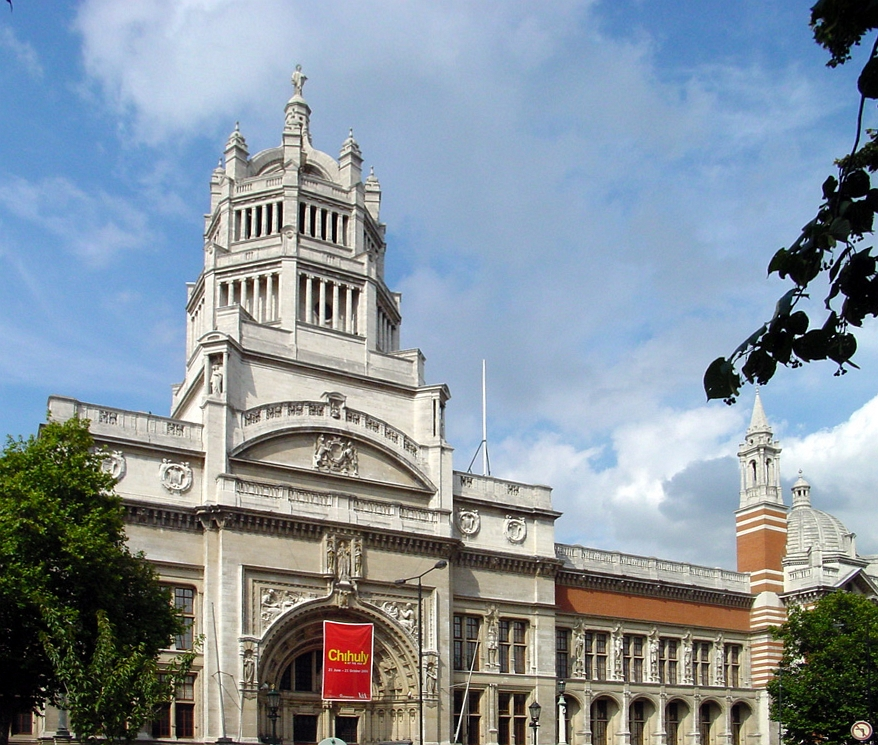
Koizumi war Judoprofessor, aber auch Berater des Victoria and Albert Museums auf dem Gebiet orientalischer Lackkunst.

Im Januar 1912 eröffnete Koizumi in der Londoner Ebury Street ein Studio für orientalische Lackwaren, das ihm im Verlauf mehrerer Jahre zu beträchtlichem Wohlstand verhalf. Als Experte auf dem Gebiet orientalischer Lackkunst wurde Koizumi ab 1922 beratend für das Victoria and Albert Museum tätig und katalogisierte später dessen gesamte Lackkunst-Kollektion.
Auf eigene Kosten gründete Koizumi 1918 in London den Sportclub Budokwai, der Studium und Training in fast allen Budō-Sportarten anbieten sollte.
Koizumi erwarb für den Budokwai ein Gebäude am Lower Grosvenor Place, direkt hinter dem Buckingham Palace, und eröffnete die Räumlichkeiten des Sportclubs am 26. Januar 1918. Als ersten professionellen Budō-Lehrer nahm er Yukio Tani unter Vertrag, der schon sehr erfolgreich im Bartitsu-Club gearbeitet und durch Vorführungen seiner Kampfkünste in England Bekanntheit erlangt hatte.
1919 war Koizumi Gründungsmitglied der Wohltätigkeits-Gesellschaft Kyosai Kai, die Japanern in England Unterstützung bei der Arbeits- und Wohnungssuche anbot und medizinische Hilfe leistete. Er fungierte als Generalsekretär dieser Gesellschaft, die in den Räumlichkeiten des Budokwai untergebracht war. Im Juli 1920 besuchte Jigoro Kano, der Gründer des Kōdōkan, den Budokwai auf seiner Reise zu den Olympischen Spielen in Antwerpen. Aufgrund der Gespräche mit Kano erklärten sich Koizumi und Yukio Tani bereit, Judo nach den Grundsätzen des Kōdōkan zu lehren. Daraufhin wurden beide von Kano mit dem 2. Dan ausgezeichnet.
Unter Führung Koizumis nahm der Budokwai 1926 in Köln im Rahmen der 2. Deutschen Kampfspiele an den ersten deutschen Judo-(Jiu-Jitsu)-Meisterschaften teil, die als internationaler Wettkampf ausgeschrieben waren. Dabei befasste sich Koizumi auch näher mit Alfred Rhode und dessen Vorstellungen zur weiteren Entwicklung  des Jiu-Jitsu/Judos als Kampfsportart. Rhode und Koizumi organisierten 1929 einen Mannschaftswettkampf englischer und deutscher Judoka in Deutschland. 1928 gründete Koizumi mit Mikinosuke Kawaishi, der sich in England als Jiu-Jitsu-Lehrer niederlassen wollte, eine Jiu-Jitsu- und Judo-Schule in Liverpool. Daraus entwickelte sich eine lebenslange Freundschaft. Koizumi unterstützte Kawaishi 1931 in London bei der Gründung des Victoria Working Men’s Club, eines Anglo-Japanischen Judoclubs. Außerdem beteiligte er Kawaishi an der Jiu-Jitsu- und Judo-Ausbildung der Studenten in Oxford. Der Kōdōkan verlieh Koizumi 1932 den 4. Dan im Judo.
Während des Zweiten Weltkriegs hielt Koizumi den Budokwai mit großem finanziellem Aufwand für das Judo-Training offen. Sein Biograf Richard Bowen weist auf die außergewöhnliche Tatsache hin, dass Koizumi als Japaner in England während dieser Zeit nicht als feindlicher Ausländer interniert wurde und auch sonst keinerlei Restriktionen ausgesetzt war. Nach dem Krieg nahm Koizumi wieder Verbindung mit Kawaishi in Frankreich auf. Beide organisierten 1947 erstmals einen internationalen Judo-Länderkampf, wobei die besten britischen und französischen Judoka im Kampf um den Kawaishi Cup gegeneinander antraten.
Am 24. Juli 1948 erfolgte mit Beteiligung und Unterstützung durch Koizumi die Gründung der British Judo Association (BJA). Die Gründungsmitglieder der BJA beriefen ihn zum Gründungspräsidenten. Auf Koizumis Initiative hin kam es ebenfalls 1948 zur Neugründung der Europäischen Judo-Union (EJU). Auf Vorschlag Koizumis wurde John Barnes zum Gründungspräsidenten der EJU berufen. Im selben Jahr zeichnete der Kōdōkan Koizumi mit dem 6. Judo-Dan aus. Ab 1949 zog sich Koizumi aus seinen Geschäften zurück, um sich mit ganzer Kraft der Judo-Ausbildung in Großbritannien zu widmen. 1951 verlieh ihm der Kōdōkan den 7. Dan im Judo.
Koizumi war verheiratet und hatte eine Tochter namens Hana, die später mit Percy Sekine verheiratet war, einem der Judo-Studenten Koizumis.

## Lebensende

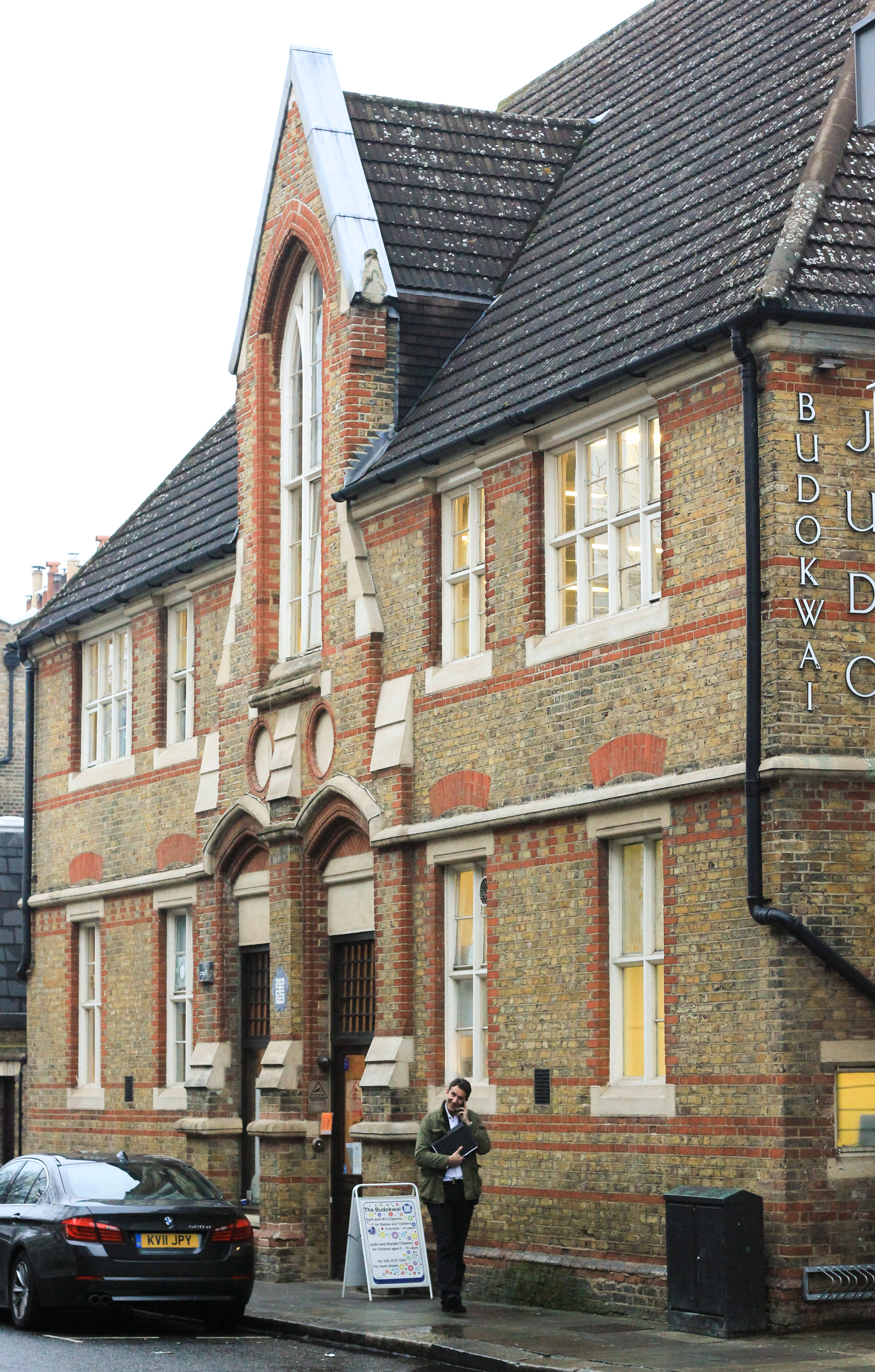
Das Gebäude des Budokwai Judo Club (2013)

Am 19. September 1954 zog der Budokwai in neue, größere Räumlichkeiten um. Kurz danach reiste Koizumi zum ersten Mal nach über 50 Jahren wieder nach Japan. Seine Schwester, einige Verwandte und eine Delegation des Kōdōkan, angeführt von dessen Präsident Risei Kanō, einem Sohn Jigoro Kanos, empfingen ihn feierlich am Flughafen Tokio-Haneda. Der Kōdōkan behandelte ihn als Ehrengast. Seinen Geburtsort, jetzt im Stadtgebiet von Inashiki gelegen, erkannte er nicht mehr wieder. Nach seiner Rückkehr nach London, das ihm zur Heimat geworden war, schrieb Koizumi einige Judo-Bücher, darunter Judo: The basic technical principles and exercises. und My study of Judo: The principles and the technical fundamentals. Seine Lehrtätigkeit als Judo-Professor setzte er im Budokwai sowie in Einrichtungen und Veranstaltungen der BJA bis in die frühen 1960er Jahre fort.
Charles Palmer, einer von Koizumis Studenten und damals Präsident des Budokwai und der BJA, bemerkte am Abend des 15. April 1965 etwas Ungewöhnliches: „An Stelle des üblichen freundlichen 'good-night' nahm Koizumi Palmers Hand, schüttelte sie und sagte 'good-bye' zu ihm.“ In dieser Nacht nahm sich Koizumi in seiner Wohnung in Putney im Alter von 79 Jahren das Leben. Sein Suizid erschütterte die Judo-Community weltweit und wurde widersprüchlich beurteilt. Einige sahen ihn als unehrenhaft an, während andere meinten, Koizumi habe sein Lebensende wie ein „ehrenhafter Samurai“ selbst bestimmt.
C. Grant zufolge war Koizumi vom Kōdōkan noch zu Lebzeiten der 8. Dan Judo verliehen worden. Alan Fromm und Nicolas Soames stellten dagegen 1982 fest, dass die Verleihung erst posthum erfolgte.
Aus der Vielzahl der Studenten, die bei Koizumi im Budokwai den Judosport erlernten, sind besonders Trevor Leggett, Richard Bowen, Charles Palmer (Präsident der IJF), Sarah Benedict Mayer (die erste Ausländerin, die vom Kōdōkan in Japan einen Dan verliehen bekam), Percy Sekine (Präsident des Budokwai) und Brian Jacks hervorzuheben.